# ザヒド・シェイク
ムハマド・ザヒド・シェイク（Muhammad Zahid Sheikh、1949年12月14日 – 2010年1月29日）は、パキスタンのパンジャーブ州スィアールコート出身のフィールドホッケー選手。
1969年から1976年までホッケーパキスタン代表に選ばれ34のキャップ数と8のゴール数を記録している。1972年ミュンヘンオリンピックではチームは銀メダルを獲得した。兄のシャナーズ・シェイクもホッケー選手でミュンヘンオリンピックではともに代表に選ばれている。